# Phil Medley
Philip "Phil" Medley, född 9 april 1916, död 3 oktober 1997 i New York, New York, var en amerikansk låtskrivare främst känd för att ha skrivit sången "Twist and Shout" tillsammans med Bert Russell.